# Tetsurō Araki
Tetsurō Araki (荒木 哲郎, Araki Tetsurō, nascut el 5 de novembre de 1976) és un animador, dibuixant i director japonès. S'anomena Mochizuki Saburō (望月 三郎) quan treballa com a director d'episodis i animador principal. És sobretot conegut per ser el director de les aclamades adaptacions a l'anime de Death Note i les tres primeres temporades d'Atac als Titans.

## Biografia
Tetsurō Araki va néixer a la prefectura de Saitama el 5 de novembre de 1976. Després de graduar-se a la Seibu Gakuen Bunri Junior High School, Araki va estudiar a la Universitat de Senshu, on es va graduar. Seguidament, es va incorporar a l'estudi d'animació Madhouse, on va fer el seu debut com a director de televisió a la sèrie Sakura, la caçadora de cartes i on va dirigir el seu primer vídeo d'animació original (OVA): Otogi-Jūshi Akazukin.
La seva dona és Aya Hida (肥田 文, Hida Aya), empleada de la companyia de producció d'animació Gonzo.
Araki va treballar amb el director d'animació Takayuki Hirao quan Hirao estava a Madhouse, i ocasionalment ha treballat com a animador en cap en projectes que Hirao ha dirigit. A la revista mensual d'anime Animage es va publicar un article amb ell i Hirao.
L'octubre de 2013, Araki va guanyar el premi al millor director als 3r Newtype Anime Awards. També va guanyar el premi al millor director al Tokyo Anime Award Festival de 2014.

## Obres

### Sèrie de televisió
- Death Note (2006–2007) – Director.[6]
- Kurozuka (2008) – Director i composició de sèries
- Aoi Bungaku (2009, #5–6) – Director
- Highschool of the Dead (2010) – Director
- Guilty Crown (2011–2012) – Director.[7]
- Attack on Titan (2013) – Director.[8][9]
- Kabaneri de la fortalesa de ferro (2016) – Director.[9][10]
- Attack on Titan Temporada 2 (2017) - Director en cap.[9][11]
- Attack on Titan Temporada 3 (2018–2019) - Director en cap.[9]

### Pel·lícules
- Death Note: Relight (2007–2008) – Director
- Attack on Titan: Crimson Arrows (2014) – Director
- Attack on Titan: The Wings of Freedom (2015) – Director
- Kabaneri of the Iron Fortress Recap 1: Gathering Light (2016) – Director
- Kabaneri of the Iron Fortress Recap 2: Burning Life (2017) – Director
- Kabaneri of the Iron Fortress: The Battle of Unato (2019) – Director
- Bubble (2022) – Director.[12][13][14]

### OVA
- Otogi-Jūshi Akazukin (2005) – Director
- Highschool of the Dead: Drifters of the Dead (2011) – Director
- Attack on Titan: Ilse's Notebook (2013–2014, 3 episodis) - Director
- Attack on Titan: No Regrets (2014–2015, 2 episodis) - Director